# Kampong Labu Estate
Kampong Labu Estate oder einfach Labu Estate genannt ist ein Dorf im Distrikt Temburong, Brunei, etwa 30 km von der Distriktstadt Bangar entfernt. Im Jahr 2016 betrug die Einwohnerzahl 152. Es ist eines der Dörfer innerhalb des Mukim Labu. Die Postleitzahl ist PB1151.

## Name
Der zweite Teil des Namens steht, laut Berichten, in Verbindung mit dem Namen des Kautschukanwesens im Dorf, das den Namen Labu Estet (Labu Estate) trägt. Der Name Labu Estate wird häufig in der gesamten Immobilienverwaltung einschließlich Postanschriften verwendet und selbst die Dorfbewohner verwenden den Namen, um sich auf ihr Dorf zu beziehen.

## Geschichte
Das Dorf entstand mit der ersten Ansiedlung einer Gruppe von Murut-Stämmen, die im 19. Jahrhundert ein Gebiet oberhalb des Sungai Labu (Labu-Fluss) bewohnten und auch mehrere andere Gebiete um den Sungai Senukoh, Sungai Sipal und Sungai Meragang besiedelten. Die Siedlung im Oberlauf des Sungai Labu entwickelte sich später, als Menschen von außerhalb des Bezirks zuwanderten, die von den landwirtschaftlichen Betrieben im Dorf angezogen wurden. Diese bauten dann Häuser an den Ufern des Flusses, bis sich daraus das Dorf namens Kampong Labu entwickelte.
Die Briten entschieden sich in den 1870er Jahren für den Kautschukanbau in ihren tropischen Kolonien, darunter Indien und Malaysia, was den Beginn der Kautschukindustrie in Asien markierte. Später war Kautschuk Bruneis wichtigste landwirtschaftliche Nutzpflanze und der Kautschuk-Anbau war neben der British Malayan Petroleum Company (BMPC), der Catechu-Industrie und der Regierung, eine der Hauptarbeitgeber des Landes in der ersten Hälfte des 20. Jahrhunderts, als der Kautschuksektor begann eine bedeutende Rolle in den Volkswirtschaften Südostasiens, insbesondere in Brunei, zu spielen.
Im Gegensatz zu anderen erwähnten Regionen, wurden Kautschuksämlinge erst 1908 nach Brunei importiert. Im selben Jahr pflanzte ein Herr Abrahamson die ersten Kautschukbäume in der Region des Sungai Labu. Das Anwesen wurde der Brunei (Borneo) Rubber and Land Company übergeben. In den folgenden Jahren wurden in Brunei immer mehr Kautschukplantagen angelegt. Riesige Kautschukplantagen befanden sich hauptsächlich im Besitz europäischer Unternehmen wie der British (Borneo) Rubber and Land Company, dem Liverpool (Brunei) Para Rubber Estate und den Brunei Estates. Der Distrikt Brunei-Muara, wo Brunei 1914 erstmals Kautschuk nach Großbritannien und in die Vereinigten Staaten verschiffte, löste 1919 den Distrikt Temburong als wichtigster Produzent der Branche ab. Anfangs arbeiteten dort vor allem Einheimische, später wurden auch ausländische Arbeiter eingestellt. Bis 1934 hatte das Anwesen in Labu insgesamt 107 Arbeiter und eine Bevölkerung von 317.
Um das Wachstum der Kautschukplantagen zu unterstützen, richtete die Regierung 1933 eine Landwirtschaftsstation in Kilanas ein. Die Einführung einer neuen Produktionsmethode für vulkanisierten Kautschuk Mitte der 1930er Jahre steigerte die Qualität des produzierten Kautschuks und erhöhte folglich die Kautschukkosten. In den 1950er-Jahren erreichte die Gummiproduktion ihren Höhepunkt, begann aber danach zu sinken.
Das Government Rubber Estate in Labu erfüllte nicht nur nicht die verfassungsmäßig vorgeschriebenen Finanzstandards (ebenso wie andere Estates in Gadong und Berakas), sondern es entstanden auch Schulden gegenüber der Regierung Bruneis in Höhe von über 40.000 US-Dollar. Diese Schulden, bei denen es sich um vom Miscellaneous Advance Fund geliehene Gelder handelte, beliefen sich bis zum 31. Dezember 1965 auf insgesamt 221.828,65 US-Dollar, und der staatliche Finanzbeamte teilte der Regierung seine Besorgnis über die wachsenden Verluste mit, die die Estates im April 1966 erlitten. Das Ende der Ära der Gummiindustrie wurde durch den Kauf der Brunei (Borneo) Rubber and Land Company Limited durch die Regierung von Brunei im Jahr 1968 eingeläutet.

## Labu Estate Rubber Industrial Site
Im Vergleich zu anderen Standorten im Land befinden sich in Labu Estate immer noch die meisten Überreste der Gummiindustrie. Das Labu Estate Rubber Industrial Site dient heute als Erinnerung an die letzte verbliebene kommerzielle Landwirtschaft in diesem Land. Um an Bruneis kommerzielle Agrarwirtschaft zu Beginn des 20. Jahrhunderts zu erinnern, wurden die Überreste der Kautschukproduktion nach Möglichkeit erhalten.
Laut dem Penghulu (traditionell Häuptling, oft Gemeindeoberhaupt) von Mukim Labu, Abdurahman Nasir, hat die Labu Estate Rubber Industrial Site das Potenzial, sich zu einem der Tourismusziele Bruneis zu entwickeln und seine derzeitige Funktion als Unterrichtsort für Studenten und Forscher zu ergänzen. Das Labu Estate Rubber Industrial Site, das laut Abdurahman im Stil eines Freilichtmuseums gestaltet wurde, verfügt über wichtige historische, wirtschaftliche und kulturelle Vermögenswerte. Am 12. Juni 2007 fand die Eröffnungsfeier des Projekts „Forschung und Erhaltung des Kautschuk-Industriestandorts Labu Estate, Phase I“ statt. Das Gelände des Kautschuk-Industriestandorts Labu Estate wird derzeit restauriert und erhalten, außerdem werden weitere Gebäude rekonstruiert, darunter auch das ursprüngliche Büro des Managers, Räucherei, Trocken- und Nasskammer, Gummitrocknungsanlage, Waage und Generator.
Im August 2010 eröffnete der ehemalige amtierende Bezirksbeamte von Temburong, Afero Eswandy Mohamad, es offiziell als Freilichtmuseum. Die Museumsabteilung und der Kampong Labu Estate Consultative Council beaufsichtigen gemeinsam die Einrichtung. Die Website erfreut sich seit ihrer offiziellen Eröffnung großer Beliebtheit bei Schülern und Studenten sowie bei Wissenschaftlern, die mehr über den Gummiproduktionsstandort erfahren möchten. Ihm zufolge ist diese Website die einzige im Land, die sich speziell dem Gummisektor widmet
Das Museum ist in drei Zonen aufgeteilt:
- Zone 1 – Reliktbereich mit alten Gebäuden, Geräten und Werkzeugen, die von der Gummifirma verwendet wurden.

- Zone 2 – Der Bereich des ehemaligen Standorts des Büros des Managers und die Überreste eines kleinen Brunnens, der dem Manager gehörte.
- Zone 3 – Strukturen, die von alten Hauptschächte, alten Tanks, Mastkonstruktionen, alten Rohren, Eisenzäunen und Dächern übrig geblieben sind, die seit langem vergraben sind

## Wirtschaft
Laut dem Ketua Kampong (Dorfvorsteher) haben die Produkte des Flusses im Dorf, wie Fisch und Hummer „Labu“, das Potenzial, zusätzlich zu den Produkten, die derzeit von Mitgliedern des Wirtschaftsprojektausschusses des Majlis Perundingan Kampung (MPK) hergestellt werden, als Dorfprodukte beworben zu werden. Bereits produziert werden Garnelencracker, gelbe Kürbiscracker und Süßigkeiten.

## Infrastruktur
Die Labu Estate Primary School ist die staatliche Grundschule des Dorfes. Es teilt sich auch das Gelände mit der Labu Estate Religious School, der staatlichen Schule des Dorfes für den islamischen Religionsgrundschulunterricht des Landes.
Die Dorfmoschee ist die Kampong Labu Estate Mosque. Sie wurde am 18. Oktober 1982 eingeweiht und bietet Platz für 200 Gläubige.